# ババ岬
ババ岬（ババみさき、トルコ語: Baba Burun）は、トルコのアナトリアの最西端に位置する岬である。アジアの大陸最西端である。灯台が設置されている。